# Primula bukukunica
Primula bukukunica är en viveväxtart som beskrevs av Kovt. Primula bukukunica ingår i släktet vivor, och familjen viveväxter. Inga underarter finns listade i Catalogue of Life.